# In the African Jungle
 In the African Jungle è un cortometraggio muto del 1917 diretto da E.A. Martin. Prodotto dalla Selig e dalla Exclusive Features, aveva come interpreti William Stowell, Edwin Wallock, Kathlyn Williams.

## Trama
Dopo un incidente nella giungla africana, Robert Wayne non riesce a riprendersi e vaga nella foresta senza più memoria, vivendo come un selvaggio. A casa sua, in Inghilterra, la moglie e la figlia non ne hanno più notizia e credono sia stato ucciso dagli indigeni.

Diciassette anni dopo, lo sportivo Jones incontra quello strano uomo che sembra avere dei misteriosi poteri sugli animali: gli scatta una foto che arriva in Inghilterra e che Edith, la figlia di Wayne, riconosce come quella di suo padre. Viene formata una squadra di salvataggio. In Africa, però, Edith viene catturata dagli indigeni e lo stesso succede a Wayne che viene gettato in una fossa con alcuni animali feroci. Anche a Edith è riservato lo stesso destino. Il capitano Jones, alla guida della squadra di salvataggio, scopre che Edith è prigioniera e, on un gruppo di cacciatori inglesi si precipita in suo soccorso. Gli indigeni sono sconfitti e gli inglesi arrivano al campo in tempo per vedere Wayne dominare le belve della giungla. Quando poi Wayne vede Edith, riconosce in lei la figlia adorata e recupera la memoria.

## Produzione
Il film fu prodotto dalla Exclusive Features Inc. e Selig Polyscope Company.

## Distribuzione
Distribuito dalla General Film Company, il film - un cortometraggio in due bobine - uscì nelle sale cinematografiche statunitensi il 21 luglio 1917.